# 里瓦達維亞縣 (門多薩省)

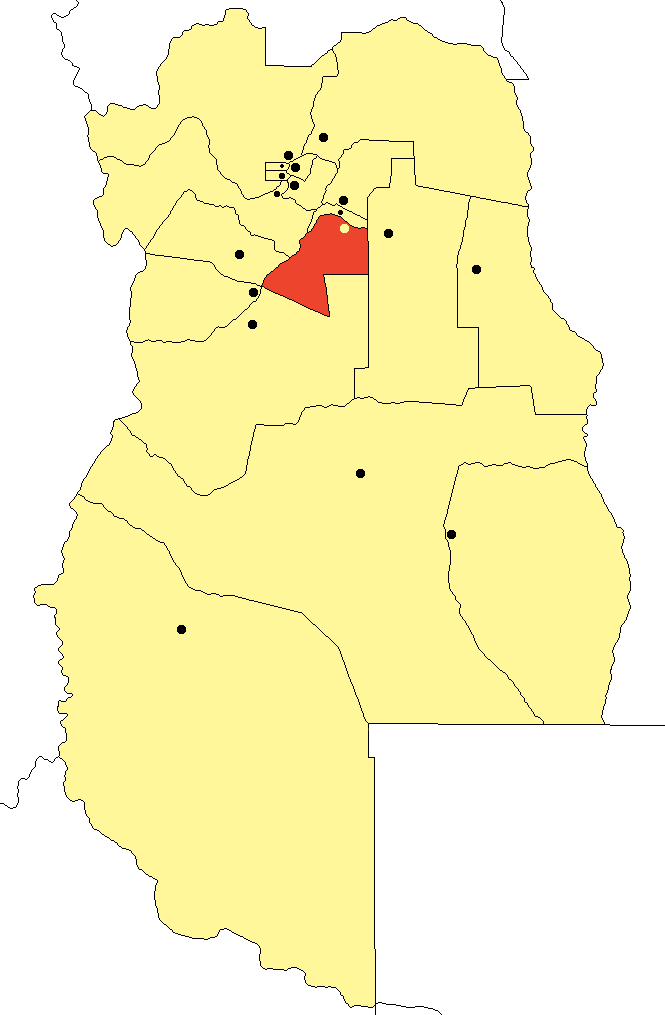

33°11′S 68°28′W / 33.183°S 68.467°W
里瓦達維亞縣（西班牙語：Departamento Rivadavia），是阿根廷的縣份，位於該國西部門多薩省，首府設於里瓦達維亞，面積2,141平方公里，每年平均降雨量200毫米，該地區的地震活動頻繁和低強度，2010年人口56,373。